# Mannschaftskader der Top 12 2011/12 (Frauen)
Die Liste der Mannschaftskader der Top 12 (Frauen) 2011/12 enthält alle Spielerinnen, die in der französischen Top 12 der Frauen 2011/12 (Schach) mindestens eine Partie gespielt haben mit ihren Einzelergebnissen. 

## Allgemeines
Insgesamt wurden 53 Spielerinnen eingesetzt, wobei sieben Vereine immer die gleichen vier Spielerinnen einsetzten, während die übrigen fünf jeweils fünf Spielerinnen einsetzten. Am erfolgreichsten waren Fiona Steil-Antoni (Vandœvre) und Sophie Milliet (Évry) mit je 6 Punkten aus 7 Partien, Pauline Guichard (Vandœvre), Tícia Gara, Andreea Bollengier (beide Annemasse), Anda Šafranska und Marina Roumegous (beide Évry) erreichten jeweils 5,5 Punkte aus 7 Partien. Von den Spielerinnen, die nur die Vorrunde spielten, war Nana Dsagnidse (Montpellier) mit 5 Punkten aus 5 Partien am erfolgreichsten. Lena Armas (Naujac) und Nino Maisuradze (Bischwiller) erreichten jeweils 4,5 Punkte aus 5 Partien, Cécile Haussernot (Mulhouse) und Elena-Luminița Cosma (Haute Picardie) je 4 Punkten aus 5 Partien. Dsagnidse erreichte als einzige Spielerin 100 %.

## Legende
Die nachstehenden Tabellen enthalten folgende Informationen:
- Nr.: Ranglistennummer
- Titel: FIDE-Titel zu Saisonbeginn (Eloliste vom Januar 2012); GM = Großmeister, IM = Internationaler Meister, FM = FIDE-Meister, WGM = Großmeister der Frauen, WIM = Internationaler Meister der Frauen, WFM = FIDE-Meister der Frauen, CM = Candidate Master, WCM = Candidate Master der Frauen
- Elo: Elo-Zahl zu Saisonbeginn (Eloliste vom Januar 2012); bei Spielerinnen ohne Elo-Zahl ist die nationale Wertung eingeklammert angegeben
- Nation: Nationalität gemäß Eloliste vom Januar 2012; FRA = Frankreich, GEO = Georgien, GER = Deutschland, HUN = Ungarn, LUX = Luxemburg, MDA = Moldawien, NED = Niederlande, ROU = Rumänien
- G: Anzahl Gewinnpartien
- R: Anzahl Remispartien
- V: Anzahl Verlustpartien
- Pkt.: Anzahl der erreichten Punkte
- Partien: Anzahl der gespielten Partien

## Club de Vandœuvre-Echecs
| Nr. | Titel | Name               | Elo  | Nation | G | R | V | Pkt. | Partien |
| --- | ----- | ------------------ | ---- | ------ | - | - | - | ---- | ------- |
| 1   | WGM   | Anna Rudolf        | 2333 | HUN    | 2 | 0 | 5 | 2    | 7       |
| 2   | WGM   | Pauline Guichard   | 2314 | FRA    | 5 | 1 | 1 | 5,5  | 7       |
| 3   | WIM   | Fiona Steil-Antoni | 2133 | LUX    | 5 | 2 | 0 | 6    | 7       |
| 4   | WIM   | Mathilde Congiu    | 2210 | FRA    | 4 | 2 | 1 | 5    | 7       |

## Club d'Echecs d'Annemasse
| Nr. | Titel | Name               | Elo  | Nation | G | R | V | Pkt. | Partien |
| --- | ----- | ------------------ | ---- | ------ | - | - | - | ---- | ------- |
| 1   | WGM   | Tícia Gara         | 2354 | HUN    | 5 | 1 | 1 | 5,5  | 7       |
| 2   | WIM   | Andreea Bollengier | 2238 | FRA    | 5 | 1 | 1 | 5,5  | 7       |
| 3   |       | Izabelle Lamoureux | 2085 | FRA    | 2 | 1 | 2 | 2,5  | 5       |
| 4   |       | Ioana Morariu      | 2089 | FRA    | 3 | 2 | 2 | 4    | 7       |
| 5   |       | Maya Todorova      | 2038 | FRA    | 0 | 0 | 2 | 0    | 2       |

## Évry Grand Roque
| Nr. | Titel | Name                 | Elo  | Nation | G | R | V | Pkt. | Partien |
| --- | ----- | -------------------- | ---- | ------ | - | - | - | ---- | ------- |
| 1   | IM    | Sophie Milliet       | 2404 | FRA    | 5 | 2 | 0 | 6    | 7       |
| 2   | WGM   | Anda Šafranska       | 2289 | FRA    | 5 | 1 | 1 | 5,5  | 7       |
| 3   | WIM   | Marina Roumegous     | 2128 | FRA    | 4 | 3 | 0 | 5,5  | 7       |
| 4   |       | Alina-Laura Rasinaru | 1984 | ROU    | 4 | 1 | 2 | 4,5  | 7       |

## Club de L'Echiquier Naujacais
| Nr. | Titel | Name                     | Elo  | Nation | G | R | V | Pkt. | Partien |
| --- | ----- | ------------------------ | ---- | ------ | - | - | - | ---- | ------- |
| 1   |       | Raphaëlle Delahaye       | 2177 | FRA    | 0 | 2 | 5 | 1    | 7       |
| 2   | WFM   | Eva-Maria Zickelbein     | 2061 | GER    | 4 | 1 | 2 | 4,5  | 7       |
| 3   | WIM   | Friederike Wohlers-Armas | 2066 | FRA    | 4 | 1 | 2 | 4,5  | 7       |
| 4   |       | Lena Armas               | 1899 | FRA    | 4 | 1 | 0 | 4,5  | 5       |
| 5   |       | Lara-Maria Armas         | 1959 | FRA    | 1 | 1 | 0 | 1,5  | 2       |

## Club de Bischwiller
| Nr. | Titel | Name                   | Elo    | Nation | G | R | V | Pkt. | Partien |
| --- | ----- | ---------------------- | ------ | ------ | - | - | - | ---- | ------- |
| 1   | IM    | Lela Dschawachischwili | 2454   | GEO    | 3 | 1 | 1 | 3,5  | 5       |
| 2   | WGM   | Nino Maisuradze        | 2313   | FRA    | 4 | 1 | 0 | 4,5  | 5       |
| 3   |       | Julie Fischer          | 1821   | FRA    | 2 | 1 | 2 | 2,5  | 5       |
| 4   |       | Claudia Fischer        | (1590) | FRA    | 0 | 1 | 4 | 0,5  | 5       |

## Club de Montpellier Echecs
| Nr. | Titel | Name                  | Elo  | Nation | G | R | V | Pkt. | Partien |
| --- | ----- | --------------------- | ---- | ------ | - | - | - | ---- | ------- |
| 1   | GM    | Nana Dsagnidse        | 2535 | GEO    | 5 | 0 | 0 | 5    | 5       |
| 2   | WGM   | Adina-Maria Hamdouchi | 2253 | FRA    | 3 | 1 | 1 | 3,5  | 5       |
| 3   |       | Nathalie Franc        | 2008 | FRA    | 1 | 2 | 2 | 2    | 5       |
| 4   |       | Corinne Planchon      | 1836 | FRA    | 0 | 0 | 1 | 0    | 1       |
| 5   |       | Christiane Piquemal   | 2049 | FRA    | 0 | 1 | 3 | 0,5  | 4       |

## Club de Mulhouse Philidor
| Nr. | Titel | Name              | Elo  | Nation | G | R | V | Pkt. | Partien |
| --- | ----- | ----------------- | ---- | ------ | - | - | - | ---- | ------- |
| 1   | WFM   | Mathilde Choisy   | 2201 | FRA    | 1 | 0 | 4 | 1    | 5       |
| 2   |       | Salomé Neuhauser  | 2030 | FRA    | 3 | 0 | 2 | 3    | 5       |
| 3   | WFM   | Cécile Haussernot | 2063 | FRA    | 4 | 0 | 1 | 4    | 5       |
| 4   |       | Emma Richard      | 2062 | FRA    | 2 | 0 | 3 | 2    | 5       |

## C.E. de Bois-Colombes
| Nr. | Titel | Name            | Elo  | Nation | G | R | V | Pkt. | Partien |
| --- | ----- | --------------- | ---- | ------ | - | - | - | ---- | ------- |
| 1   | WFM   | Aurélie Dacalor | 2027 | FRA    | 0 | 1 | 4 | 0,5  | 5       |
| 2   |       | Noémie Joudelat | 1757 | FRA    | 0 | 1 | 4 | 0,5  | 5       |
| 3   |       | Valentine Baldi | 1716 | FRA    | 2 | 0 | 3 | 2    | 5       |
| 4   |       | Maurene Rondeau | 1433 | FRA    | 0 | 0 | 1 | 0    | 1       |
| 5   |       | Eloise Dulac    | 1641 | FRA    | 3 | 0 | 1 | 3    | 4       |

## Association Cannes-Echecs
| Nr. | Titel | Name             | Elo  | Nation | G | R | V | Pkt. | Partien |
| --- | ----- | ---------------- | ---- | ------ | - | - | - | ---- | ------- |
| 1   | IM    | Tea Lanchava     | 2342 | NED    | 2 | 0 | 3 | 2    | 5       |
| 2   |       | Mélanie Vérot    | 2080 | FRA    | 0 | 2 | 3 | 1    | 5       |
| 3   |       | Marie Boyard     | 2018 | LUX    | 2 | 0 | 3 | 2    | 5       |
| 4   | WIM   | Marlies Bensdorp | 2243 | NED    | 3 | 0 | 1 | 3    | 4       |

## Club de Lutèce Echecs
| Nr. | Titel | Name           | Elo  | Nation | G | R | V | Pkt. | Partien |
| --- | ----- | -------------- | ---- | ------ | - | - | - | ---- | ------- |
| 1   | WGM   | Elena Pîrțac   | 2102 | MDA    | 2 | 1 | 2 | 2,5  | 5       |
| 2   |       | Delphine Gras  | 2010 | FRA    | 1 | 1 | 3 | 1,5  | 5       |
| 3   |       | Salome Beda    | 1483 | FRA    | 2 | 0 | 3 | 2    | 5       |
| 4   |       | Charlotte Geay | 1838 | FRA    | 1 | 1 | 2 | 1,5  | 4       |

## Club de Les Tours de Haute Picardie
| Nr. | Titel | Name                 | Elo    | Nation | G | R | V | Pkt. | Partien |
| --- | ----- | -------------------- | ------ | ------ | - | - | - | ---- | ------- |
| 1   | WGM   | Elena-Luminița Cosma | 2325   | ROU    | 4 | 0 | 1 | 4    | 5       |
| 2   |       | Delphine Vinckier    | 1866   | FRA    | 1 | 0 | 4 | 1    | 5       |
| 3   |       | Aralia Pierret       | (1730) | FRA    | 0 | 0 | 5 | 0    | 5       |
| 4   |       | Jocelyne Wolfangel   | (1450) | FRA    | 0 | 1 | 0 | 0,5  | 1       |
| 5   |       | Marie Dagnicourt     | (1350) | FRA    | 0 | 0 | 4 | 0    | 4       |

## Club de Marseille Echecs
| Nr. | Titel | Name             | Elo  | Nation | G | R | V | Pkt. | Partien |
| --- | ----- | ---------------- | ---- | ------ | - | - | - | ---- | ------- |
| 1   | WIM   | Laurie Delorme   | 2237 | FRA    | 1 | 0 | 4 | 1    | 5       |
| 2   |       | Julie Esposito   | 1781 | FRA    | 1 | 2 | 2 | 2    | 5       |
| 3   |       | Florence Bianchi | 1756 | FRA    | 0 | 0 | 5 | 0    | 5       |
| 4   |       | Audessa Aggoune  | 1745 | FRA    | 0 | 1 | 4 | 0,5  | 5       |